# Топлинка
Топлинка — река в России, протекает по территории Никольского сельского поселения Белгородского района Белгородской области. Впадает в Белгородское водохранилище. Исток находится в балке Кучватский Лог. Устье реки находится в 972 км по правому берегу реки Северский Донец. Длина реки составляет 17 км. Площадь водосборного бассейна — 245 км². На реке расположено село Никольское.

## Данные водного реестра
По данным государственного водного реестра России относится к Донскому бассейновому округу, водохозяйственный участок реки — Северский Донец от истока до границы РФ с Украиной без бассейнов рек Оскол и Айдар, речной подбассейн реки — Северский Донец (российская часть бассейна). Речной бассейн реки — Дон (российская часть бассейна).
Код объекта в государственном водном реестре — 05010400112107000010788.

### Притоки (км от устья)
- 7,7 км: река Ольхов Плот